# Takayuki Suzuki
Takayuki Suzuki (Prefectura d'Ibaraki, Japó, 5 de juny de 1976) és un futbolista japonès.

## Selecció japonesa
Takayuki Suzuki va disputar 55 partits amb la selecció japonesa.